# Алан Беннетт
Алан Беннетт (англ. Alan Bennett, нар. 9 травня 1934) — англійський драматург, письменник, актор і сценарист. За свою кар'єру в індустрії розваг він отримав численні нагороди та відзнаки, включаючи дві нагороди BAFTA, чотири нагороди Лоуренса Олів'є та дві нагороди Тоні. Він також отримав номінацію на премію «Оскар» за фільм «Божевілля короля Ґеорга» (1994). У 2005 році він отримав спеціальну нагороду Лондонського театрального товариства.
Беннетт народився в Лідсі та навчався в Оксфордському університеті, де вивчав історію. Він отримав посаду молодшого професора в коледжі Магдалини в Оксфорді (1960–62). Успіх сатиричного ревю «Поза межею», в якому він брав активну участь як автор і актор, приніс йому миттєву славу, а згодом і спеціальну нагороду Тоні.
Він також став відомим завдяки написанню драматичних монологів Talking Heads, які транслювалися в 1988 і 1999 роках на BBC1 і отримали нагороду Британської телевізійної академії.
Беннет здобув визнання своїми п'єсами в Королівському національному театрі. У 1990 році він отримав премію Лоуренса Олів'є за найкращу комедійну п'єсу для самотніх шпигунів. Далі він зробив свій прорив з п'єсою «Божевілля Георга III» у 1992 році. За цю п'єсу він був номінований на премію Лоуренса Олів'є за найкращу нову п'єсу. Наступного року він поставив театральну постановку серіалу BBC Talking Heads у 1992 році. Він продовжував отримувати визнання за свої п'єси «Леді у фургоні» у 1999 році, «Хлопці з історії» у 2004 році та «Звичка до мистецтва» у 2009 році. У 2005 році він виграв свою другу премію «Тоні» за найкращу п'єсу для The History Boys. Наступні п'єси пізніше були екранізовані: «Божевілля короля Георга» (1994), за яку він отримав премію «Оскар» у номінації «Найкращий адаптований сценарій», «Хлопці з історії» (2005) та «Леді у фургоні» (2015).
Беннет також відомий великою різноманітністю аудіокниг, у тому числі своїми читаннями «Аліса у Дивокраї» і «Вінні-Пух».
Телевізійні роботи Беннетта характеризуються уважним спостереженням за людськими слабкостями. Його «Божевілля Ґеорга III» (1991) було знято в 1995 році як «Король Ґеорг — Королівство з більшою причиною». Беннетт був номінований на премію «Оскар» у категорії 1995 року за найкращий адаптований сценарій. Він також отримав британську кінопремію Evening Standard за найкращий сценарій втретє після 1986 і 1988 років. Те саме стосується кінопремії London Critics’ Circle Film Awards. Він відмовився бути призначеним британським лицарем. Беннет опублікував свої мемуари «Нерозказані історії» у 2005 році після того, як у нього діагностували рак.
Беннет живе в Лондоні зі своїм партнером Рупертом Томасом.

## У масовій культурі
- У телевізійному фільмі «Не тільки, але завжди» про кар'єри Пітера Кука та Дадлі Мура Беннета зіграв Алан Кокс.
- Разом з іншими учасниками Beyond the Fringe Беннетт зображується в п'єсі Кріса Бартлетта та Ніка Оуда «Піт і Дад: приходь знову».
- Беннетт озвучує себе в епізоді «Гра Браяна» мультсеріалу Сім'янин.
- Беннета зобразив Гаррі Енфілд у ролі Сталіна в епізоді «Глави держав, які розмовляють» у сатиричному серіалі BBC Two «Історія двох Гаррі та Пола» у 2014 році[4].
- Беннета зіграв Ріс Дінсдейл у виставі «Нерозказані історії» 2014 року в West Yorkshire Playhouse[5].
- Беннета зіграв британський актор Алекс Дженнінґс у комедійній драмі 2015 року «Леді у фургоні». Наприкінці фільму він ненадовго з'являється як сам.
- У сезоні 2 епізоду «Таємнича людина» шоу Netflix «Корона» Беннета зіграв британський актор Себ Керрінґтон.
- У спеціальній комедії Стюарта Лі «Торнадо» 2022 року Беннет з'являється в ролі самого себе в самому кінці.